# 北杜夫
北 杜夫（きた もりお、本名：斎藤 宗吉〈さいとう そうきち〉、1927年〈昭和2年〉5月1日 - 2011年〈平成23年〉10月24日）は、日本の小説家、エッセイスト、精神科医、医学博士。位階は従四位。
祖父は医師で政治家の斎藤紀一。父は紀一の養子で、歌人で医師の斎藤茂吉。兄はエッセイストで精神科医の斎藤茂太。娘はエッセイストの斎藤由香。
東北大学医学部を卒業。精神科医のかたわら、『文藝首都』に参加。水産庁調査船の船医の体験をユーモラスに描いた『どくとるマンボウ航海記』(1960年)で好評を得、以後「どくとるマンボウ」ものを次々に発表した。
『夜と霧の隅で』(1960年)で芥川賞を受賞。『楡家の人びと』(1964年)は、近代における最初の市民小説と高く評価された。

## 経歴

### 生い立ち
東京市赤坂区青山南町に、父・茂吉、母・輝子の次男として生まれた。生家は母・輝子の実父・斎藤紀一が創設した精神病院「青山脳病院」であった。
少年時代は昆虫採集に熱中する日々を送り、文学には興味を抱かなかった。
青南小学校では4年まで金免状の優等生だったが、腎臓病による病欠で5年から劣等生となり、府立一中の受験を断念した。麻布中学時代の成績は259人中6番であった。麻布では不良グループの一人につきまとわれ、手の指の間に指を挟まれて締めつけられるなどのいじめを受けた。国語で、勝俣久作の指導を受けた。部活動では理科学研究部博物班（現：生物部）に入り、当時部長であったフクロウこと橋本碩（後に静岡大学名誉教授・生物学者）の指導を受け昆虫採集にのめり込んでいった。特にコガネムシ類を集中的に蒐集し、種類数で日本産の約8割・標本箱100箱分あった。部の1級上には後年の文芸評論家・奥野健男がいた。
戦中から戦後の混乱の最中、ファーブルのような昆虫学者になるべく松本高校（旧制）に入学し、学友たちと刺激し合う日々を送る中で初めてトーマス・マンの作品に出逢う。中でも『トニオ・クレーゲル』や『魔の山』から強く深い影響を与えられたことがきっかけとなり作家を志すようになる。先輩に辻邦生がおり、終生の付き合いとなる。当時の松高にはマンの翻訳で名高い望月市恵がドイツ語教授として在任しており、マンの研究者としてはもとより、その人柄や教育者として望月のあらゆる面に強く尊敬の念を抱き、卒業後も交流は続いた。文学以外には卓球部のキャプテンを務め、インターハイに出場した。高校の寮祭（思誠寮の西寮）に際しては、対外宣伝部なるものを立ち上げ、街頭での演説および寸劇の演出を自ら行うなど、来場者拡大のための運動を精力的に行った。また、松本高校を志望する理由の一つであった日本アルプス登山に頻繁に挑むなどして高校時代を過ごす。ただし、川原の石をリュックサックに詰めて毎日10キロを歩かせるといった訓練に恐れをなし、山岳部には参加しなかった。
父・茂吉の短歌の素晴らしさに触れた北は、それまでは恐ろしいカミナリ親父、頑固親父としか思っていなかった父親を優れた文学者として尊敬するようになった。しかし、進路を決める際、志望外であった医学部へ進学することを一方的に厳命され、ささやかな抵抗や交渉を試みるも父の威力を覆すことは叶わず、1947年（昭和22年）に東北帝国大学から改称したばかりの東北大学（1949年に新制大学に移行）へ進学した。当時は精神科医では食べて行けないと思われていたため、父からは外科医になることを望まれていたが、霰粒腫の手術を見て気を失いかけ、外科に進むのを断念した。概ね戦後占領期に当たる1948年（昭和23年）から1953年（昭和28年）までの5年間を進駐軍のキャンプが集中し、GIたちが跋扈する仙台市で過ごしたが、市内の支倉町（明治期に島崎藤村が詩作を始めた地）で下宿をしていたと自身の随筆に記している。『トニオ・クレーゲル』の影響で大学時代に小説を書き始めた。大学生活を始めた頃、本屋の店頭で同人雑誌『文藝首都』を見つけ、早速投稿し、不採用となった。なんというダメな雑誌だと思ったが、次の掌篇「百蛾譜」の投稿が1950年（昭和25年）4月号に活字になったので、すぐ会員になり、続いて原稿を送っていたところ、やがて本欄に掲載するという通知をもらい、「パンドラの匣」、「牧神の午後」の発表が叶って同人となる。また、さまざまな雑誌の懸賞に応募したが、片端から落選し、一度だけ1人（横尾秋夫 1896-1981、医学博士）だけで発行している会社（千駄ヶ谷にあったクラブ社）のカストリ雑誌「動く小説と実話」に代作者（加藤武夫の名前による「手紙」という短編）として採用され1枚30円の稿料を貰ったのが職業作家としての第一歩だったが、本屋で探しても売っておらず、上野駅の地下道で露店販売されているのを1回見つけたのみであった。その後すぐにクラブ社自体が無くなった。

### 医師、作家として

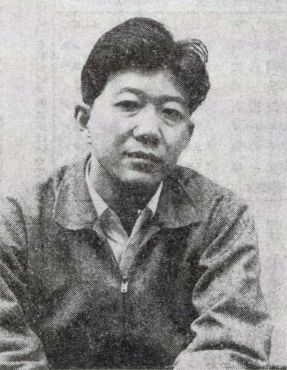
旺文社『高校時代』1960年10月号より

大学卒業後は東京に戻り、慶應義塾大学病院のインターンとなった。無給であったため、すでに所帯を構えていた兄の斎藤茂太の自宅に居候せざるを得なかった。精神科医として勤める傍ら、雑誌『文藝首都』の同人活動は継続し、川上宗薫、佐藤愛子、田畑麦彦、なだいなだ（なだは、慶應義塾大学病院での後輩でもある）、日沼倫太郎、および雑誌主宰の保高徳蔵の知己を得る。1954年（昭和29年）、『文藝首都』に連載した『幽霊』を、田畑の『祭壇』とともに同装丁で「文藝首都社」名義で自費出版する。1955年（昭和30年）8月トーマス・マン死去。同年『文藝首都』10月号に、辻邦生との「トーマス・マンに就ての対話」を掲載。同年12月には山梨県甲府市里吉町の県立玉諸病院（現在は韮崎市旭町上條南割に移転した山梨県立北病院）に一年間勤務する。甲府時代の様子は『どくとるマンボウ医局記』や辻邦生との往復書簡によって知られる。
1958年（昭和33年）11月から翌年4月にかけて、水産庁の漁業調査船照洋丸に船医として乗船し、インド洋から欧州にかけて航海した。ドイツ訪問が乗船の動機だった。この体験に基づく旅行記的エッセイ『どくとるマンボウ航海記』が同年に刊行されると、従来の日本文学にない陽性でナンセンスなユーモアにより評判となり、ベストセラーとなる。その後ナチス・ドイツの「夜と霧作戦」をモチーフにした『夜と霧の隅で』で、1960年（昭和35年）に第43回芥川龍之介賞を受賞する。以降、小説、エッセイとも、特に若い読者から熱狂的に支持される人気作家となった。
大学時代の登山経験から、1965年（昭和40年）、カラコルム・ディラン峰への遠征隊に医師として参加。この体験を基に『白きたおやかな峰』が書かれた。
1969年（昭和44年）7月下旬フランスのパリに滞在中の辻邦生を訪ね、8月連れ立ってスイスのチューリッヒ州のキルヒベルクでトーマス・マンの墓参りをする。
1976年（昭和51年）から1977年（昭和52年）にかけて、新潮社より全集を刊行。斎藤茂吉も生前の全集刊行で、親子で生前に全集を完成させた最初の例となった（死後刊行では幸田露伴・文親娘がいる）。
1981年（昭和56年）1月1日から、自宅を領土とするミニ独立国「マンボウ・マブゼ共和国」主席を名乗る。同国は真の共産主義国家であると称し、実在の共産主義国家は偽者として批判した。特に訪問経験のあるソビエト連邦には辛口である。もっとも、原則として政治的発言はしない作家であり、マンボウ・マブゼ共和国についてもシャレ以上の意味を持たせる意図はないし、この時の北は極端な躁状態だった。
ムツゴロウこと畑正憲と対談した際、北がムツゴロウ動物王国とマンボウ国で日本から分離独立し、同盟を結ぶ提案をしたことがある。
日本のブラジル移民について描いた『輝ける碧き空の下で』を新潮に連載、1982年（昭和57年）に第一部を、1986年（昭和61年）に第二部をそれぞれ刊行した。同年、この第二部によって日本文学大賞を受賞。

### 躁鬱病
壮年期より躁うつ病（双極I型障害）を発症した。自らの病状をエッセイなどでユーモラスに記し、世間の躁うつ病に対するマイナスイメージを和らげるのに一役買うこととなった。1976年には躁状態で「チャップリンのような大喜劇映画を作りたい」と夢想し、映画の製作資金を作るために株の売買に入れ上げて巨額の損失を蒙り、穴埋めのために東京都世田谷区の自宅を抵当に入れて新潮社や銀行のほか、佐藤愛子個人からも1000万円を借金し、自己破産と準禁治産宣告に追い込まれた。「3億円も使って、全然儲からなかった人なんていませんよ」と担当編集者に呆れられた。この頃山口瞳に電話をしてサントリーのCMへの出演を斡旋してもらおうとしたが断られた。吉行淳之介に800万円の借金を申し込んだこともある。当時の負債は1億円以上、1976年11月の税金の滞納額は1000万円以上に上った。この経験が戯曲風小説『悪魔のくる家』の執筆のヒントになったとされる。当時、生活費を稼ぐ手段として女性週刊誌で芸能人を相手にたびたび対談を行った。そして、毎朝妻宛の手紙をキッチンに残したという。内容と文はいつも一緒で、「今日からおとなしくなります。」であった。
本人もエッセイなどで述べているように、実父である茂吉の激しやすい性情を受け継いでいる。そのため、家族は長年にわたり大変な心労と大迷惑を受けた。この時の体験から娘の斎藤由香は作家などと違う「安定している」サラリーマンを目指したと記している。

### 晩年
1996年（平成8年）には日本芸術院会員となった。
2006年（平成18年）、新聞に自伝、『私の履歴書』（日本経済新聞）を連載。2008年（平成20年）にはテレビのトーク番組『徹子の部屋』（テレビ朝日）に28年ぶりに出演し、長女の斎藤由香も同席した。2008年からの4年間は、マンボウ昆虫展の全国巡回も開催された。また、2010年（平成22年）には「週刊文春」連載の「新・家の履歴書」に登場し、斎藤茂吉家を回想した。
2011年（平成23年）10月24日朝、東京都目黒区の国立病院機構東京医療センターで死去。10月21日にインフルエンザの予防接種を受け、翌日から体調を崩し念のため入院した結果である。84歳没。死去後に日本政府より従四位に追叙され、旭日中綬章が追贈された。
死因については当初、腸閉塞と診断され報道もされたが、のちに嘔吐物を気道に詰まらせ窒息死した可能性も報じられている。娘の斎藤由香は遺作『マンボウ最後の家族旅行』のあとがきで、解剖を避ける方向へ誘導したことを含め、病院の対応に強い不信を表明している。
正確な時期は分からないが、純文学（エッセー）の同人誌である、随筆春秋の指導者を務めた。一般社団法人随筆春秋が運営するウェブページには、以下のような記述がある。
- 1995年 - これ以降、佐藤愛子、金田一春彦、早坂暁らの協力を得て発展。のちに北杜夫、布勢博一、竹山洋らが加わる。

### ペンネーム
ペンネームは文学活動を開始するにあたり、“親の七光り”と陰口を叩かれることを嫌い、茂吉の息子であることを隠す意図で用い始めた。旧制松本高校時代は斎藤憂行と名乗っていた。杜夫の由来は仙台（杜の都）在住時、心酔するトーマス・マンの『トニオ・クレーゲル』に因んで、漢字で「杜仁夫」とつけようとした。本人の談では、まず北の都に住んだので「北」とつけ、「杜仁夫」ではあまりに日本人離れしているので、「杜夫」にしたということである。その後順次「東」「南」「西」とペンネームを変更するつもりだったが「北杜夫」で原稿が売れ始め、ペンネームを変更すると、出版社との契約等で支障があると判明し、そのままになった。

## 作風
作風は多様で、
- 『夜と霧の隅で』や、『楡家の人びと』（奇人変人が多かった齋藤家の歴史を描いた大河小説）など純文学と位置づけられるもの
- 『奇病連盟』『高みの見物』などのユーモア中間小説、『怪盗ジバコ』『父っちゃんは大変人』『さびしい王様』などファンタジーと分類されるもの
- 『船乗りクプクプの冒険』のような児童文学や童話

などが挙げられる。
祖父の斎藤紀一は「大ぼらふき」の傾向がある奇人であったが、純文学作品とされるものにも祖父のようなユニークな「ほら吹き」の人物を登場させることがある。
小説以外では、エッセーは『（どくとる）マンボウ』ものなどが小説以上に広く読み継がれている。後年の作として父斎藤茂吉の評伝4部作がある。
初期のSFの愛好者・擁護者で、「うつろのなか」などのSF作品を執筆しており、SF作品をまとめたアンソロジー『人工の星』もある。北によれば、ショートショート専門であった星新一に対抗して「長い本格物」を書くつもりでいたところ、小松左京が登場し、「科学的知識も大長篇をかく筆力もぜんぜんかなわない」ため断念したという。1968年・1969年には月計画さなかのNASAを訪問・取材。ただし、その取材を基に執筆した著書『月と10セント』は月計画の狂騒的な騒ぎを批判した書であった。

## エピソード
- 漫画の愛好家であったことから、小学館漫画賞・文藝春秋漫画賞の選考委員を務めていた。
- 自他共に認める熱狂的阪神ファンで、阪神の成績に一喜一憂し続ける日常を描いた多数のエッセイを残している。1972年の『ヨガ式・阪神を優勝させる法』をはじめ、阪神の応援だけで埋め尽くした『マンボウ阪神狂時代』もある。また1985年の阪神タイガース優勝時には、彼の興奮ぶりがテレビ朝日系列にてドキュメンタリー番組として放送された。かんべむさしの「決戦・日本シリーズ」にも「ドクトルロカンボこと喜多北杜夫」として登場する。
- 長野県軽井沢町に別荘を所有していた。この別荘は英国人宣教師が1930年頃に建て、その後作家の小島政二郎が所有した。2021年現在、老朽化により解体（建て替え）の危機に瀕しているが、有志によって移築保存も検討されている[34]。
- 95年NHKの取材旅行で35年ぶりにオランダを訪問するが、カジノで大負けし、持参の衣類を売るが到底金策にならず、道で物乞いをする。

### 昆虫への関心
- 幼少時から始めた昆虫採集は東京大空襲でコレクションのほとんどを失ってからほとんど行わなくなったが、コガネムシ類にだけは高齢になっても執着心を持ち続けてきたことを証言している。また、幼少期からの自然史趣味は、旧制松本高等学校の同級生で後に著名な植物学者となった西田誠（『青春記』では「雄ライオン・雌ライオン」の項で登場している）を、その該博な植物学の知識で驚嘆させた[35]。昆虫採集に関しては『どくとるマンボウ昆虫記』が詳しい。その後の著作でも『南太平洋ひるね旅』『母の影』などでしばしば昆虫採集に言及している。
- 2008年「どくとるマンボウ昆虫展」が開催された。これは虫好きの北杜夫ファンが、全国の虫屋に呼びかけ『どくとるマンボウ昆虫記』に登場する全昆虫の実物標本を集め開催したものである。内約50種は、実際に北氏が採集した個体が使用された。さらに、『航海記』の記述にある「帽子で捕まえたチョウ」の正体や、『青春記』で「茂吉の傍らで観察した狩猟蜂」が何であったのかを、その時の正にそのものの実物標本を使用し展覧した。この昆虫展は宮城県仙台市、山形県上山市、栃木県日光市、山梨県北杜市、長野県松本市、広島県福山市、群馬県高崎市、北海道北見市、中川町、枝幸町、釧路市等全国45都市で開催され、2009年8月、軽井沢高原文庫において天覧となった。
- 2011年9月、長野県安曇野市の昆虫収集家、平沢伴明がコガネムシの仲間「ビロウドコガネ」の新種を発見し、北杜夫と昆虫採集を通じて交流があることから、これの学名をラテン語で「ユーマラデラ・キタモリオイ Eumaladera(Maladera) kitamorioi」、和名は「マンボウビロウドコガネ」と命名した。北杜夫は献名されたことに対し「とても照れくさいけれど光栄。大好きなコガネムシなのでうれしい」と喜んだ[36]。
- 2011年9月17日 - 19日に信州大学松本キャンパスで行われた第71回日本昆虫学会において「どくとるマンボウ昆虫展」が開催された際、“「虫や」のみなさまへ”と題するメッセージを寄せ、その返礼として大会実行委員会長から感謝状を贈られた。10月1日、公での最後の席となった軽井沢高原文庫でのトークショーにて、新種コガネムシの献名式と感謝状の授与式が行われた。

## 学歴
- 青南小学校卒業。
- 麻布中学校4年修了。
- 東京帝国大学臨時附属医学専門部入学。
- 麻布中復帰。
- 松本高等学校理科乙類（新制信州大学文理学部の前身）卒業（『どくとるマンボウ青春記』の前半の舞台）。
- 東北大学医学部卒業（『どくとるマンボウ青春記』の後半の舞台）。
- 博士論文「精神分裂病における微細精神運動の一考察」により医学博士（慶應義塾大学、1960年）。

## 職歴
- 慶應義塾大学病院神経科助手 (1952 - 1961)（この時期を描いたのが『どくとるマンボウ医局記』）
- 山梨県立精神病院出向 (1956 - 1957)
- 水産庁の漁業調査船照洋丸の船医 (1958.11 - 1959.4)（このときの経験を基に書いたのが『どくとるマンボウ航海記』）
- 兄、斎藤茂太の斎藤神経科医院非常勤 (1961 - 1965)。この頃患者の一人に小林信彦がいた。

## 受賞歴
- 芥川賞『夜と霧の隅で』
- 毎日出版文化賞『楡家の人びと』
- 日本文学大賞『輝ける碧き空の下で』
- 大佛次郎賞『青年茂吉』『壮年茂吉』『茂吉彷徨』『茂吉晩年』の茂吉評伝4部作。

## 著書

### 小説 他
- 『幽霊－或る幼年と青春の物語』文藝首都社1954　中央公論社 1960、新潮文庫 1965 角川文庫1968 　限定版　中央公論社1980
- 『夜と霧の隅で』新潮社 1960、新潮文庫1963
- 『羽蟻のいる丘』文芸春秋新社 1960、ファラオ企画 1991
- 『遥かな国遠い国』新潮社 1961、新潮文庫1971
- 『船乗りクプクプの冒険』集英社 1962 角川文庫1969 新潮文庫1971 集英社文庫1977
- 『みつばち ぴい』（童話）フレーベル館 1964
- 『楡家の人びと』新潮社 1964、新潮文庫1971
- 『牧神の午後』冬樹社 1965、中公文庫1982、限定版署名入　成瀬書房1977
- 『高みの見物』新潮社 1965、新潮小説文庫1968 新潮文庫1972
- 『天井裏の子供たち』新潮社 1966 新潮文庫1975
- 『白きたおやかな峰[注釈 10]』新潮社1966 新潮文庫1980 河出文庫2012
- 『怪盗ジバコ』文藝春秋 1967 文春文庫1974 新潮文庫1987
- 『奇病連盟』朝日新聞社 1967 新潮文庫1974
- 『黄色い船』新潮社 1968、改題「黄いろい船」新潮文庫
- 『黄色い船』新潮社1968 新潮文庫1978
- 『さびしい王様』新潮社 1969　新潮文庫1981  限定版　新潮社1974
- 『星のない街路』中央公論社 1969 新潮文庫1973
- 『少年』中央公論社 1970 中公文庫1975 限定版　中央公論社1971
- 『羽蟻のゐる丘・蝦蟇』限定版　青蛾書房1971
- 『ぼくのおじさん』旺文社 1972、新潮文庫1981
- 『酔いどれ船』新潮社 1972 新潮文庫1982
- 『さびしい乞食』新潮社 1974、新潮文庫1983  限定版　新潮社1974
- 『岩尾根にて』限定版　青娥書房 1975
- 『木精』新潮社 1975、新潮文庫1979
- 『狂詩初稿』限定版署名入　中央公論社 1975
- 『さびしい姫君』（童話）新潮社 1977、文庫
- 『むすめよ… どくとるマンボウのおくりもの』（童話）小学館 1977
- 『悪魔のくる家』（童話）新潮社 1978、文庫
- 『よわむしなおばけ』（絵本）旺文社 1978
- 『まっくらけのけ』（童話）新潮社 1979、文庫
- 『ローノとやしがに どくとるマンボウのとんちばなし』（童話）小学館 1979
- 『歌集 寂光』中央公論社 1981
- 『人工の星』潮出版社 1981、集英社文庫
- 『父っちゃんは大変人』文藝春秋 1981、文春文庫、新潮文庫
- 『輝ける碧き空の下で』新潮社（全2巻）1982-1986、文庫（全4巻）
- 『地球さいごのオバケ』（童話）河出書房新社 1985
- 『優しい女房は殺人鬼』新潮社 1986、文庫
- 『大日本帝国スーパーマン』新潮社 1987、文庫
- 『大結婚詐欺師』角川書店 1987、文庫
- 『夢一夜・火星人記録』新潮社 1989、文庫
- 『怪盗ジバコの復活』新潮社 1989、文庫
- 『日米ワールド・シリーズ』実業之日本社 1991、新編「私はなぜにしてカンヅメに大失敗したか」文庫 2012
- 『神々の消えた土地』新潮社 1992、文庫
- 『うすあおい岩かげ』（詩集）中央公論社 1993
- 『母の影』新潮社 1994、文庫
- 『消えさりゆく物語』新潮社 2000、文庫
- 『マンボウ最後の名推理』青春出版社 2003、実業之日本社文庫 2013
- 『巴里茫々』新潮社 2011、文庫

### 雑文集
著書には、随筆と短編小説が一冊の著書の中に混在した作品がある。
- 『あくびノオト』新潮社 1961。文庫 1975。改題『マンボウあくびノオト』中公文庫 1997。「第三惑星ホラ株式会社」「少年と狼」「活動写真」所収。
- 『へそのない本』新潮社 1963。文庫 1976
- 『マンボウおもちゃ箱』新潮社 1967。文庫 1977
- 『マンボウぼうえんきょう』新潮社 1973。文庫 1979
- 『マンボウ博士と怪人マブゼ』新潮社 1978。文庫 1984
- 『マンボウVSブッシュマン』新潮社 1987。文庫 1991

### 随筆

#### どくとるマンボウシリーズ
題名に「どくとるマンボウ」を冠するエッセイは、一定のテーマに基づいて書かれており、他の「マンボウ」を冠するエッセイ集とは区別されている。また、最初の『航海記』を出版した中央公論社への恩義から、『航海記』から『医局記』までは、すべて最初の単行本は中央公論社で刊行されている（「私の履歴書」の単行本化である『回想記』は日本経済新聞出版社から刊行。また、没後刊行の書籍ではこの原則に沿っていないものもある）。
- 『どくとるマンボウ航海記』中央公論社 1960、新潮文庫 1965、中公文庫、角川文庫
- 『どくとるマンボウ昆虫記』中央公論社 1961、新潮文庫、角川文庫
- 『どくとるマンボウ小辞典』中央公論社 1963、文庫
- 『どくとるマンボウ途中下車』中央公論社 1966、文庫・新版
- 『どくとるマンボウ青春記』中央公論社 1968、中公文庫、新潮文庫
- 『どくとるマンボウ追想記』中央公論社 1976、文庫、小学館 2015
- 『どくとるマンボウ医局記』中央公論社 1993、文庫・新版
- 『どくとるマンボウ回想記』日本経済新聞出版社 2007、日経文芸文庫 2013。「私の履歴書」掲載

#### その他
- 『南太平洋ひるね旅』新潮社 1962、文庫
- 『月と10セント マンボウ赤毛布米国旅行記』朝日新聞社 1971、新潮文庫
- 『人間とマンボウ』中央公論社 1972、文庫・新版
- 『マンボウ周遊券』新潮社 1976、文庫
- 『マンボウ夢遊郷 中南米を行く』文藝春秋 1978、文庫
- 『マンボウ響躁曲 地中海・南太平洋の旅』文藝春秋 1979、文庫
- 『マンボウ宝島 若者のためのエッセイ集』創隆社 1981、加筆・改題「マンボウ的人生論」同 1991
- 『マンボウ雑学記』岩波新書黄版 1981
- 『親不孝旅日記』角川書店 1981、文庫
- 『マンボウ人間博物館』文藝春秋 1982、文庫、新潮文庫
- 『マンボウ・マブゼ共和国建国由来記』集英社 1982、文庫
- 『マンボウ交遊録』読売新聞社 1982、新潮文庫
- 『北杜夫による北杜夫－試みの自画像』青銅社 1982
- 『マンボウの乗馬読本』集英社 1983、改題「マンボウ素人乗馬読本」新潮文庫
- 『マンボウ万華鏡 物語の中の物語』PHP研究所 1983
- 『マンボウ百一夜』新潮社 1984、文庫
- 『マンボウの朝とマブゼの夜』朝日新聞社 1986。自選集
- 『或る青春の日記』中央公論社 1988、文庫
- 『マンボウ酔族館』(1-6) 実業之日本社 1988-1999、新潮文庫（1・2のみ）
- 『マンボウ氏の暴言とたわごと』新潮社 1991、文庫
- 『孫ニモ負ケズ』新潮社 1997、文庫
- 『マンボウ哀愁のヨーロッパ再訪記』青春出版社 2000
- 『マンボウ愛妻記』講談社 2001、改題「マンボウ恐妻記」新潮文庫
- 『マンボウ遺言状』新潮社 2001、文庫
- 『マンボウ夢草紙』実業之日本社 2001、改題「マンボウ夢のまた夢」新潮文庫
- 『マンボウ阪神狂時代』新潮社 2004、文庫
- 『マンボウ最後の大バクチ』新潮社 2009、文庫
- 『マンボウ家の思い出旅行』実業之日本社 2010
- 『マンボウ最後の家族旅行』実業之日本社 2012、文庫
- 『見知らぬ国へ』新潮社 2012、文庫。エッセイ集・遺著
- 『憂行日記』新潮社 2021。斎藤国夫編

#### 再編本
- 『マンボウ家族航海記』実業之日本社文庫 2011
- 『マンボウ思い出の昆虫記 虫と山と信州と』信濃毎日新聞社 2013
- 『人生のずる休み』河出書房新社 2013。新書判
- 『なまけもの礼讃』同上 2014
- 『世の中どうにかなるもんだ』同上 2014
- 『世を捨てれば楽になる』同上 2015
- 『どくとるマンボウ人生ノオト』同上 2015
- 『どくとるマンボウ青春の山』山と溪谷社・ヤマケイ文庫 2019

### 評伝
- 『青年茂吉―「赤光」「あらたま」時代』岩波書店 1991年6月、岩波現代文庫 2001年1月
- 『壮年茂吉―「つゆじも」「ともしび」時代』同 1993年7月、同文庫 2001年2月
- 『茂吉彷徨―「たかはら」「小園」時代』同 1996年3月、同文庫 2001年3月
- 『茂吉晩年―「白き山」「つきかげ」時代』同 1998年3月、同文庫 2001年4月

### 共著
- 『若き日と文学と』（辻邦生との対談）中央公論社 1970、文庫 新版2019
- 『狐狸庵vs.マンボウ』遠藤周作との対談、講談社 1974、文庫
- 『狐狸庵vs.マンボウPARTⅡ』講談社1975 講談社文庫1978
- 『この父にして』斎藤茂太対談 毎日新聞社 1976、講談社文庫
- 『快妻オバサマvs.躁児マンボウ』（1・2、母・輝子との対談）文藝春秋 1977、文庫
- 『乗物万歳』阿川弘之対談 中央公論社 1977、文庫
- 『美女とマンボウ（対談集）人類とマンボウ1』講談社 1977
- 『怪人とマンボウ（対談集）人類とマンボウ2』講談社 1977
- 『スターとマンボウ（対談集）人類とマンボウ3』講談社 1977
- 『マンボウ談話室（対談集）』講談社 1977
- 『マンボウぱじゃま対談 美女かいぼう編』集英社 1978、文庫
- 『マンボウぱじゃま対談 男性かいぼう編』集英社 1978、文庫
- 『この母にして』斎藤輝子対談 文藝春秋 1980
- 『さびしい文学者の時代「妄想病」対「躁鬱病」対談』埴谷雄高対談 中央公論社 1982、文庫
- 『難解人間vs躁鬱人間』埴谷雄高対談 中央公論社 1990、文庫
- 『竹取物語 少年少女古典文学館2』講談社 1991、新版2009。ほかは俵万智「伊勢物語」
- 『酔生夢死か、起死回生か。』阿川弘之共著 新潮社 2002、文庫
- 『パパは楽しい躁うつ病』斎藤由香対談 朝日新聞社、2009、新潮文庫
- 『若き日の友情 辻邦生・北杜夫往復書簡』新潮社 2010、文庫

### 全集・作品集
- 『北杜夫全集』全15巻、新潮社 1976-1977
- 『北杜夫自選短編集』読売新聞社 1981、「静謐」中公文庫

### 編著
- 『現代漫画』全27巻 鶴見俊輔、佐藤忠男と共編、筑摩書房 1970-1971
- 『ミッキー英語コミック文庫』全13巻、講談社 1976-1977
- 『乗らない・乗る・乗れば』（楽しみと冒険7）新潮社 1979
- 『山 日本の名随筆10』作品社 1983
- 『斎藤茂吉随筆集』阿川弘之共編、岩波文庫 1986

## 映画出演
- 千夜一夜物語 - 女奴隷市の野次馬（声優）

## テレビ出演
- すばらしき仲間（中部日本放送制作・TBS系列、遠藤周作と佐藤愛子と共演）
- すばらしき仲間（中部日本放送制作・TBS系列・1984年、奥本大三郎、鳩山邦夫、真野あずさと共演）
- サザエさん パート1（フジテレビ・1981年）
- 週刊ブックレビュー（NHK制作・2010年・辻邦生との往復書簡集「若き日の友情」を紹介）

## CM
- ネスカフェゴールドブレンド（1974年）

## 作品のメディアミックス

### アニメ化
- どくとるマンボウ&怪盗ジバコ 宇宙より愛をこめて（日生ファミリースペシャル、1983年）-『どくとるマンボウ』と『怪盗ジバコ』のクロスオーバー作品。

### 漫画化
- コミック版どくとるマンボウ昆虫記（小学館＋手塚プロダクション 2013）

### 映画化
- ぼくのおじさん（東映、2016年秋公開。監督：山下敦弘、主演：松田龍平、大西利空）
- クレージーの怪盗ジバコ（東宝、1967年秋公開。監督：田波靖男・市川喜一、主演：植木等）-『怪盗ジバコ』が原作だが話はほぼ別物。

## 関連図書
- 奥野健男『北杜夫の文学世界』中央公論社 1978、のち中公文庫
- 河出書房新社編『総特集 北杜夫 どくとるマンボウ文学館』KAWADE夢ムック 2012、増補新版2016
- 別冊宝島編集部編『北杜夫マンボウ文学読本』宝島社 2016

## 関連番組
- どくとるマンボウ ユーモア闘病記 〜作家・北杜夫とその家族〜（NHK・テレビマンユニオン制作・BSプレミアムドラマ・2013年・北杜夫役:佐野史郎・脚本・演出：坂田能成）[41][42]

## 関連人物
- 遠藤周作[注釈 12]
  - 終生の友人。お互いの随筆に登場したり対談も多いが、その中での「狐狸庵先生」と「どくとるマンボウ」の行動はシリアスな作家としての一面はほとんどない。純文学、ユーモアエッセイ、中間小説をまたにかける守備範囲や（ただし、作風にほとんど共通点は無く、中間小説における得意分野も遠藤は風俗ユーモアまたはホラー、サスペンス、北はSF的なナンセンスである）、医者VS医大不合格者、ドイツ文学傾倒者VSフランス文学者出身、東京人VS関西人（遠藤は生まれは東京だが関西育ちで関西弁が抜けなかった）など、マスコミがライバルとして面白可笑しく煽り立て、当人たちもこれに乗って一種の喧嘩友達を演じた時期がある。「狐狸庵VSマンボウ」と題する対談集2冊を上梓したほか、珈琲のCMでの競演が印象づけられている。マンボウ・マブゼ共和国の第一回文華勲章（文化勲章ではない）を受章した。
- 阿川弘之[注釈 12]
  - 先輩にして友人。やはりお互いの随筆によく登場する。阿川の『南蛮阿房列車』マダガスカル編では鬱病を患っているにもかかわらず同行し、自分でも「北から見た鉄道マニア阿川」を描いた紀行文を残している。北や遠藤の筆にかかる阿川像はユーモラスであり、阿川の側も彼らを筆にのせる際はいつになく諧謔味を発揮する。
- 星新一
  - SF作家。日本のSFのパイオニアの一人。星が1歳年長だが、家族や環境面の共通点が非常に多く（父親については、東北出身、長い洋行経験あり、医薬系研究者、文筆家、経営者、母親については、東京の上流階級出身者、本人については、父の中年以降にできた子供で20代半ばで死別、山手で生まれ育ち、旧制高校から理系の帝国大学を経て研究生活を送る、結婚はやや遅い、子供は娘のみ～ただし星の娘は二人、など）、特に親しかった。星については大伯父・森鴎外、外祖父・小金井良精のほか義父も医師である。北の祖父、星の父が後藤新平や政友会と親しく憲政会の加藤高明政権の迫害を蒙った過去も共通している。酒好きの星の珍妙な行動については北の随筆が詳しい。1975年、大庭みな子と3人で日ソ友好協会招待によるソ連訪問旅行を行ってから、とりわけ親しい関係となった。
- 宮脇俊三
  - 鉄道紀行作家。中央公論社の編集者時代（のち役員を経て作家専業となる）航海から帰ったばかりの北に旅行記を依頼。一度は断られたものの、結果として代表作『どくとるマンボウ航海記』を書かせた。この時点で既に酒を一緒に飲むなど親しくなっていたが、自宅の建築場所を探していた北に宮脇が自宅の隣の空き地を紹介して隣人となったため、家族ぐるみで大変親密なつきあいをしていた。お互いの随筆にはお互いの行状が詳しく書かれており、そこで隣人であることを知った宮脇ファンが住所のわかっていた方の北にファンレターを出し、隣に渡してもらえるように依頼することもあった。北、星、宮脇とも（ほかに友人では阿川も）娘が文筆の道に進んだ。
- 辻邦生
  - 北にとって生涯の親友。小説家。高校入学時は先輩だったが、留年を繰り返したため北の後輩として卒業している。北に与えた文学的影響は大きく、トーマス・マンの『トニオ・クレーゲル』を紹介したのは辻であった。
- 佐藤愛子
  - 作家。同人誌時代の仲間。上記の通り、一千万円の借金をされるなど迷惑もかけている。
- なだいなだ
  - 作家・エッセイスト。彼も医者で慶應義塾大学病院精神神経科勤務中から親交がある。両者が慶大病院に在籍していた頃、入院患者に麻布中で教師をしていた男性がいた。なだが思わず中学時代のあだ名で呼んだのを聞いて、なだが医局・同人誌「文藝首都」に加えて旧制中学でも後輩であったことに気づいた北は上機嫌になり、「弟子はとらぬ主義だったが、今日から変更する」と言って、なだを「弟子入り」させたという。「冗談にしてもぼくが最初で最後の弟子だろう」となだは述懐している[43]。
- 三島由紀夫
  - 北の作品を早くから評価し、盛り立ててきた先輩。『楡家の人びと』の序段を書いている時に、「桃子（登場人物の女の子）は、かはゆいですね」と感想のハガキをもらい長編小説の書き方について相談して助言をもらった。北の結婚式にも出席している。しかし政治的な方面に走っていく三島とはいつか距離が出来てしまった。三島の衝撃的な死後、三島との思い出を語る追悼記を書いている。
- 奥野健男
  - 旧制中学時代からの悪友。自主出版の『幽霊』を斎藤宗吉と知らず献本され後に知り驚いた[15]。奥野は宮脇俊三とも幼少の頃からの付き合いがあり、無名だった北を宮脇に紹介した。北の短編「岩尾根にて」他が1956年（昭和31年）『近代文學』誌に掲載されるきっかけを作った[44]。北をポスト「第三の新人」だったが、『楡家の人びと』が、第三の新人的な作品で近づいたと評した。
- 埴谷雄高
  - 無名時代の北の才能を発見し評価してきた戦後文壇の長老。埴谷は北に優しく、北も生涯にわたって埴谷の作品と人柄を深く尊敬し、若い頃はよく埴谷の家に遊びに行った。二冊の対談本「さびしい文学者の時代」「難解人間VS躁鬱人間」を出版している。埴谷は酒豪で、「自分は埴谷さんだけには酒でかなわなかった」と言っている。北が自宅の独立宣言をした際、「君の家が国家として独立したなら、宗教をつくりなさい。宗教はかならず必要です。マブセ教というのがいいな。マブセ教の教祖が、時よ止まれ、というと、本当に止まってしまう」と提言した。マンボウ・マブゼ共和国の文化勲章を、「文華勲章」とすべきだと提言し、その名前に決した。
- 谷内六郎
  - 「怪盗ジバコ」「父っちゃんは大変人」の挿画ほか、北のエッセイ集の表紙を手掛ける。その縁で、北が自宅を「マンボウ・マブゼ共産帝国」なるミニ独立国として日本から独立宣言した際、独自通貨「マブゼ紙幣」の肖像画を描かされる。